# Bellator 80
Bellator LXXX foi um evento de artes marciais mistas organizado pelo Bellator Fighting Championships, ocorrido em 9 de novembro de 2012 no Seminole Hard Rock Hotel & Casino em Hollywood, Florida. O evento foi transmitido ao vivo na MTV2.

## Background
O evento contou com uma das lutas da semifinal dos Torneios de Pesados e Penas, ambos da Sétima Temporada.
A luta entre os pesos penas Sky Moiseichik e Shanon Slack foi mudada para um peso casado em 150 lbs após ambos lutadores não baterem o peso.